# Encantamiento (parapsicología)
El encantamiento, en parapsicología, es un supuesto fenómeno paranormal en el que un espacio concreto del espacio se ve sometido a los actos o intenciones de entidades imperceptibles que poseen cierta inteligencia y voluntad, como personas o incluso animales. Si la entidad imperceptible se manifiesta o hace uso de su voluntad de modo que sea perceptible físicamente, el fenómeno es considerado un poltergeist. Es por ello que un poltergeist subyace de un encantamiento.
El término se utiliza generalmente para designar aquellos espacios, como edificios o zonas más o menos concretas, en los que una entidad imperceptible, como un fantasma, puede alterar de cualquier forma el entorno físico directo y/o a los seres vivos que en él permanecen. La alteración, si efectivamente se produce, es denominada poltergeist; si la alteración no es perceptible físicamente, todo o en parte, y solo supuesta o probable es considerada una maldición.
El fenómeno del encantamiento es bastante antiguo y se remonta a los inicios de la humanidad. No obstante, este fenómeno no puede ser estudiado científicamente por la parapsicología u otras disciplinas, dado que hay ausencia de signos directos y comprobables en el entorno físico. Pero si lo son otros fenómenos como los poltergeist, concretamente desde el nacimiento del espiritismo por la aparición pública de las hermanas Fox en 1847.